# Rio da Madre
O rio da Madre é um curso de água do estado  de Santa Catarina, no Brasil. Atravessa a praia da Guarda do Embaú, em Palhoça, desembocando suas águas no oceano Atlântico depois de formar uma pequena praia entre as rochas.
Para ter acesso à praia da Guarda do Embaú é preciso atravessar o rio da Madre, com água pela cintura, com a maré baixa; porém, vários canoeiros também fazem a travessia do rio. O rio pode se tornar perigoso em caso de chuvas na cabeceira, ou com os movimentos da maré.